# Iglesia de Santa Marta (Nápoles)
La Iglesia de Santa Marta es un edificio destinado al culto católico ubicado en la ciudad de Nápoles, Italia. Está localizada en la esquina entre las calles Via San Sebastiano y Via Benedetto Croce, en pleno centro histórico de la ciudad.

## Historia
El edificio fue construido a comienzos del siglo XV por encargo de Margarita de Durazzo, esposa de Carlos III de Nápoles y reina consorte de Nápoles, cumpliendo con una promesa hecha a Santa Marta, muy venerada en Provenza. El proyecto fue confiado, probablemente, a Andrea Ciccione. Inicialmente, la iglesia fue gestionada por la Cofradía de los Disciplinados de Santa Marta, a la que adhirieron todos los virreyes y los nobles de Nápoles, creando, con los años, el llamado "Código de Santa Marta" (hoy conservado en el Archivo del Estado). En el siglo XVII, la Cofradía decayó y pasó a cinco maestros elegidos por el pueblo, que establecieron una dote para las chicas pobres.
En 1646, hubo una primera restauración; después de un año, la iglesia fue semidestruida por un incendio durante la revuelta de Masaniello y por eso fue objeto de una nueva restauración, llevada a cabo en 1650 por voluntad del futuro cardenal Ascanio Filomarino, en ese entonces arzobispo de Nápoles: la iglesia fue embellecida con obras de arte, fue realizada la cúpula y fue colocado un nuevo techo en posición más alta que el anterior. En esa ocasión, la iglesia fue confiada a la Cofradía de Santa Marta. Otra restauración fue llevada a cabo en 1715.
Tras la disolución de la Cofradía, en 1817, por orden de Fernando I de Borbón, la iglesia pasó a la Archicofradia de la Navidad de la Virgen y a mediados del siglo XIX se realizaron otras restauraciones que eliminaron las decoraciones barrocas.
En 1943, el incendio de los registros de época angevina conservado en el monasterio de Santa Clara provocó la pérdida de todos los testimonios históricos sobre la iglesia, así que esta fue reconstruida sólo parcialmente.

## Descripción
| 1. Entrada con el órgano de tubos en el balcón de arriba 2. San Nicola di Bari con un fanciullo coppiere, Francesco Guarini (atribuido) 3. Crocifissione, Andrea dell'Asta 4. San Luca che ritrae la Madonna, autor desconocido 5. Nascita della Vergine, Salvatore Giusti 6. Santa Marta, Andrea y Nicola Vaccaro 7. Púlpito y entrada de la sacristía 8. Resurrezione di Lazzaro, Giovanni Bernardino Azzolino 9. Vergine con sant'Antonio da Padova, autor desconocido de la escuela de Massimo Stanzione 10. Vergine con San Giuseppe e San Gennaro, Giovan Battista Lama | Planta |

La fachada, que se asoma a Via San Sebastiano, conserva la antigua portada de estilo gótico tardío de inspiración catalana (siglo XV), con un arco rebajado semi-hexagonal del siglo XVII que reemplazó al antiguo arco ojival, destruido por un incendio; por encima del tímpano se abre un ventanal del siglo XVII. Al lado de Via Benedetto Croce, frente al campanario de la Basílica de Santa Clara, se asoman las antiguas monóforas de estilo gótico tardío, de toba volcánica, que iluminaban la nave y posteriormente fueron tapadas. La puerta de entrada, de madera y adornada con motivos florales, está ubicada detrás de una verja de hierro.

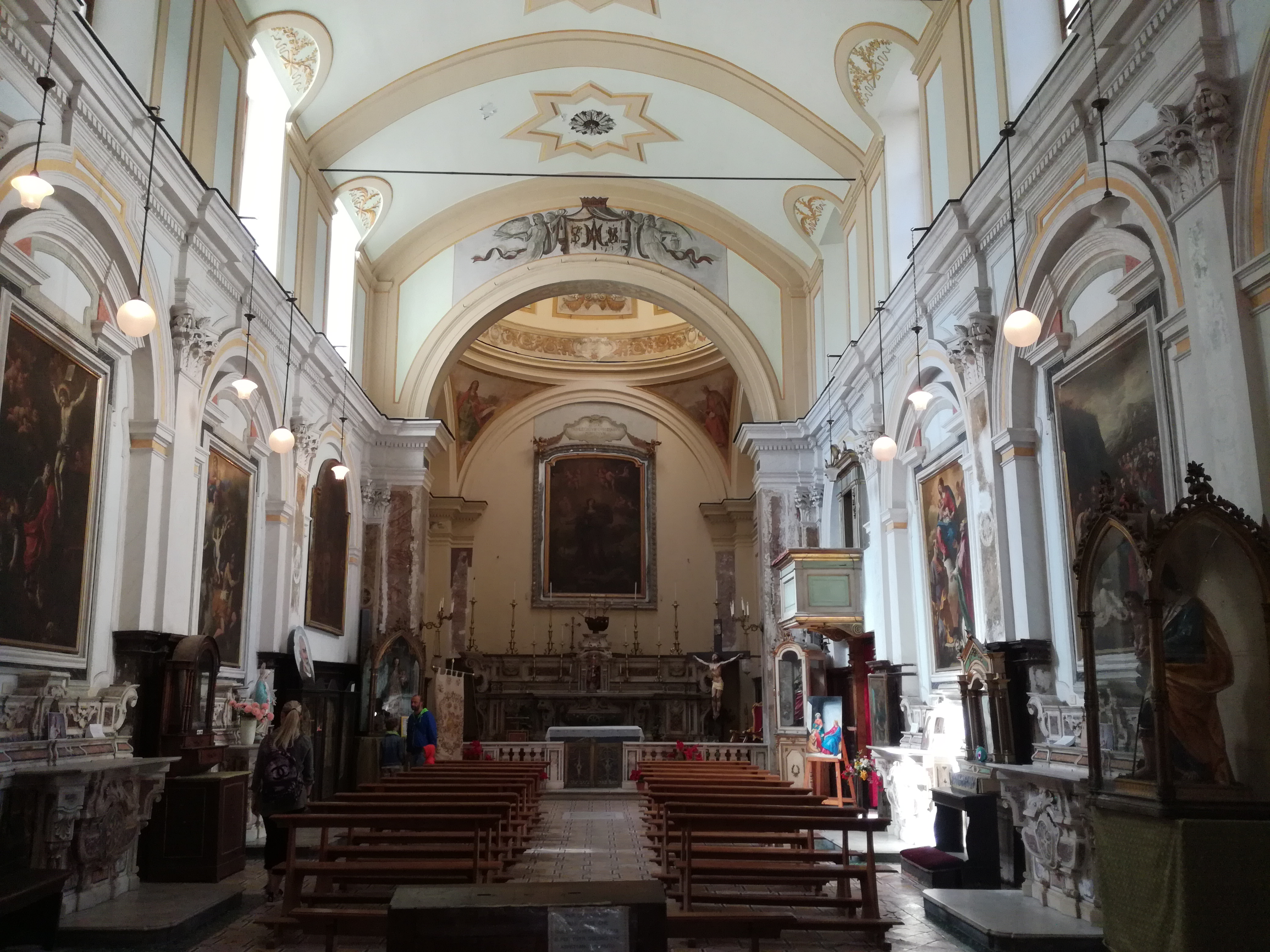
Interior.

El interior es de nave única rectangular, con bóveda de cañón y presbiterio de forma cuadrada rematado por una cúpula. La arquitectura de la bóveda, de líneas esenciales y sencillas de estilo gótico tardío napolitano, está cubierta con decoraciones que se remontan a las renovaciones del siglo XIX. El pavimento con mayólicas se remonta a los siglos XVII-XVIII, mientras que la cúpula, remodelada durante las restauraciones del siglo XVII, presenta un lucernario en el centro y decoraciones del siglo XIX en los gajos, mientras que en los peducci (capiteles colgantes) aún son visibles las figuras de cuatro profetas que se remontan a las obras de restauración del siglo XVII.
A los lados de la nave se encuentran seis altares de mármol del siglo XVIII, todos idénticos, por encima de los cuales hay un número igual de lienzos. En la pared derecha se encuentra un púlpito marmóreo, por debajo del cual se abre una puerta que conduce a la sacristía, donde hay una pila de agua bendita también de mármol que se remonta al siglo XVI. Desde la sacristía se accede al patio interior del complejo religioso, de donde se despliegan todos los demás ambientes conventuales.
Sobre el altar mayor, del siglo XVII, se encuentra una pintura dedicada a Santa Marta, iniciada por Andrea Vaccaro y terminada por su hijo Nicola alrededor de 1670.